# كريستي غودوين
كريستي غودوين (بالإنجليزية: Christie Goodwin)‏ هي مصورة بريطانية، ولدت في 1962.